# رونالد هامينغ
رونالد هامينغ (بالهولندية: Ronald Hamming)‏ هو لاعب كرة قدم هولندي في مركز الهجوم، ولد في 9 يناير 1973 في Zeegse ‏ في هولندا. لعب مع ناديي غرونينغن (1992–1994) وفورتونا سيتارد (1994–2003).